# Chối bỏ diệt chủng Campuchia

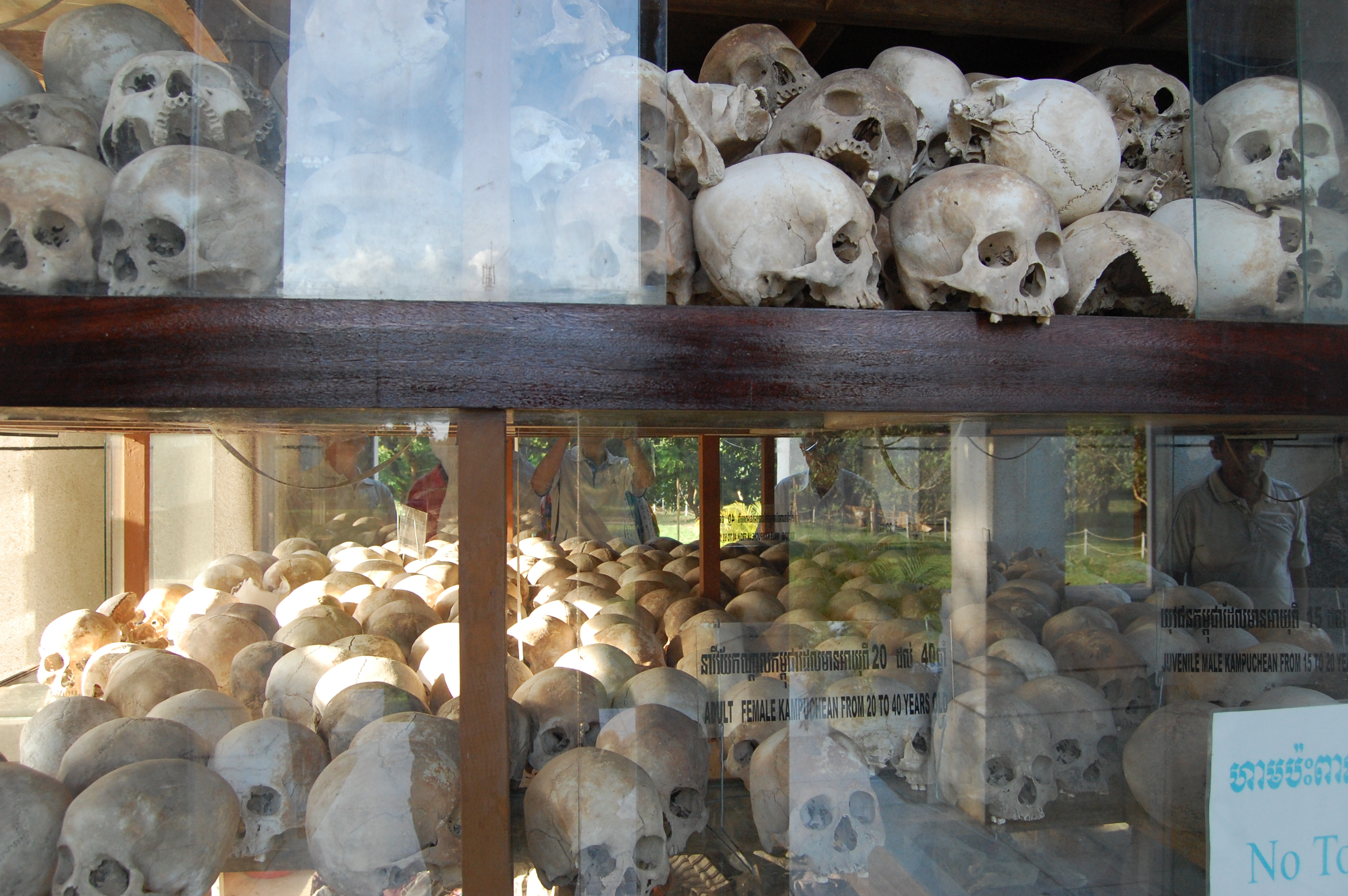
Sọ các nạn nhân ở Cánh đồng chết Phnom Penh, trong đó có sọ bị đập gây vỡ

Chối bỏ diệt chủng Campuchia là khái niệm gộp chung các ý kiến của các học giả, các chính khách trên thế giới hoặc các cá nhân ở ngay Campuchia, cho rằng những tuyên bố về sự tàn bạo của chính quyền Khmer Đỏ (1975-1979) trong cuộc diệt chủng ở Campuchia đã bị cường điệu hóa.
Với những bằng chứng thuyết phục, bao gồm cả việc phát hiện hơn 20.000 ngôi mộ tập thể , và về một số lượng lớn người chết, ước tính khoảng từ một đến ba triệu người Campuchia do Khmer Đỏ gây ra, thì sự từ chối, người từ chối và người xin lỗi đã biến mất dần, mặc dù những bất đồng liên quan đến số nạn nhân thực sự của Khmer Đỏ vẫn còn tiếp tục.
Học giả Donald W. Beachler khi đề cập đến những tranh cãi về phạm vi và mức độ tàn bạo của Khmer Đỏ, đã kết luận rằng "phần lớn tư thế của các học giả, nhà báo và chính trị gia dường như bị thúc đẩy chủ yếu bởi mục đích chính trị" thay vì quan tâm đến số phận những người Campuchia .
Năm 2013, Chính phủ của Thủ tướng Campuchia Hun Sen đã thông qua luật coi sự chối bỏ nạn diệt chủng Campuchia và tội ác chiến tranh của Khmer Đỏ, là bất hợp pháp. Đạo luật được thông qua sau Kem Sokha, phó chủ tịch Đảng Cứu quốc Campuchia (CNRP), bình luận rằng triển lãm tại Tuol Sleng đã được chế tạo và hiện vật đã được giả mạo bởi cuộc xâm lược của Việt Nam năm 1979. Sau đó đảng CNRP đã phải rút lui tuyên bố này .

## Khái quát
Nhiều học giả và trí thức khi phản đối sự can dự của Hoa Kỳ vào Chiến tranh Việt Nam, đã bác bỏ hoặc giảm thiểu các hành vi vi phạm nhân quyền của Khmer Đỏ, và mô tả các báo cáo một cách trái ngược như là "những câu chuyện kể về người tị nạn" và là tuyên truyền của Hoa Kỳ.
Họ xem giả định quyền lực của Khmer Đỏ cộng sản là một sự phát triển tích cực cho người dân Campuchia, những người đã bị ảnh hưởng nặng nề bởi Chiến tranh Việt Nam và Nội chiến Campuchia.
Ở phía bên kia của cuộc tranh luận, những người chống cộng ở Hoa Kỳ và những nơi khác đã nhìn thấy sự cai trị của Khmer Đỏ minh chứng cho niềm tin của họ rằng chiến thắng của những người cộng sản ở Đông Nam Á sẽ dẫn đến một "cuộc tắm máu".
Trong bối cảnh Việt Nam xâm chiếm và chiếm đóng Campuchia (1978-1979), Hoa Kỳ đã thực hành điều mà Washington Post gọi là "ngoại giao giữ mũi", công nhận Khmer Đỏ là chính phủ hợp pháp của Campuchia trong khi ghê tởm "hồ sơ" diệt chủng "của Khmer Đỏ. Chính sách của Hoa Kỳ lúc đó là đoàn kết với Trung Quốc, Thái Lan và các nước Đông Nam Á khác, những người chống lại cái họ gọi là "cuộc xâm lược của Việt Nam vào Campuchia" .

## Pol Pot, 1998
Thủ lĩnh Khmer Đỏ Pol Pot, một vài tháng trước khi mất  vào ngày 15/04/1998 , đã nói trong cuộc phỏng vấn của nhà báo Mỹ tự do Nate Thayer viết cho tờ Tạp chí Kinh tế Viễn Đông (Far Eastern Economic Review), rằng ông đã có một lương tâm trong sáng và từ chối trách nhiệm về nạn diệt chủng.
Pol Pot khẳng định ông "đã thực hiện cuộc đấu tranh, không phải để giết người". Theo Alex Alvarez thì Pol Pot "khắc họa chân dung mình là một hình ảnh bị hiểu lầm và phỉ báng bất công".

## Kem Sokha, 2013
Kem Sokha, phó chủ tịch Đảng Cứu quốc Campuchia (CNRP) năm 2013 bình luận rằng triển lãm tại Tuol Sleng đã được chế tạo và hiện vật đã được giả mạo bởi cuộc xâm lược của Việt Nam năm 1979.
Tuyên bố này dẫn đến chính phủ của Thủ tướng Campuchia Hun Sen đã thông qua luật coi sự chối bỏ nạn diệt chủng Campuchia và tội ác chiến tranh của Khmer Đỏ, là bất hợp pháp. Sau đó đảng CNRP đã rút lui tuyên bố này .

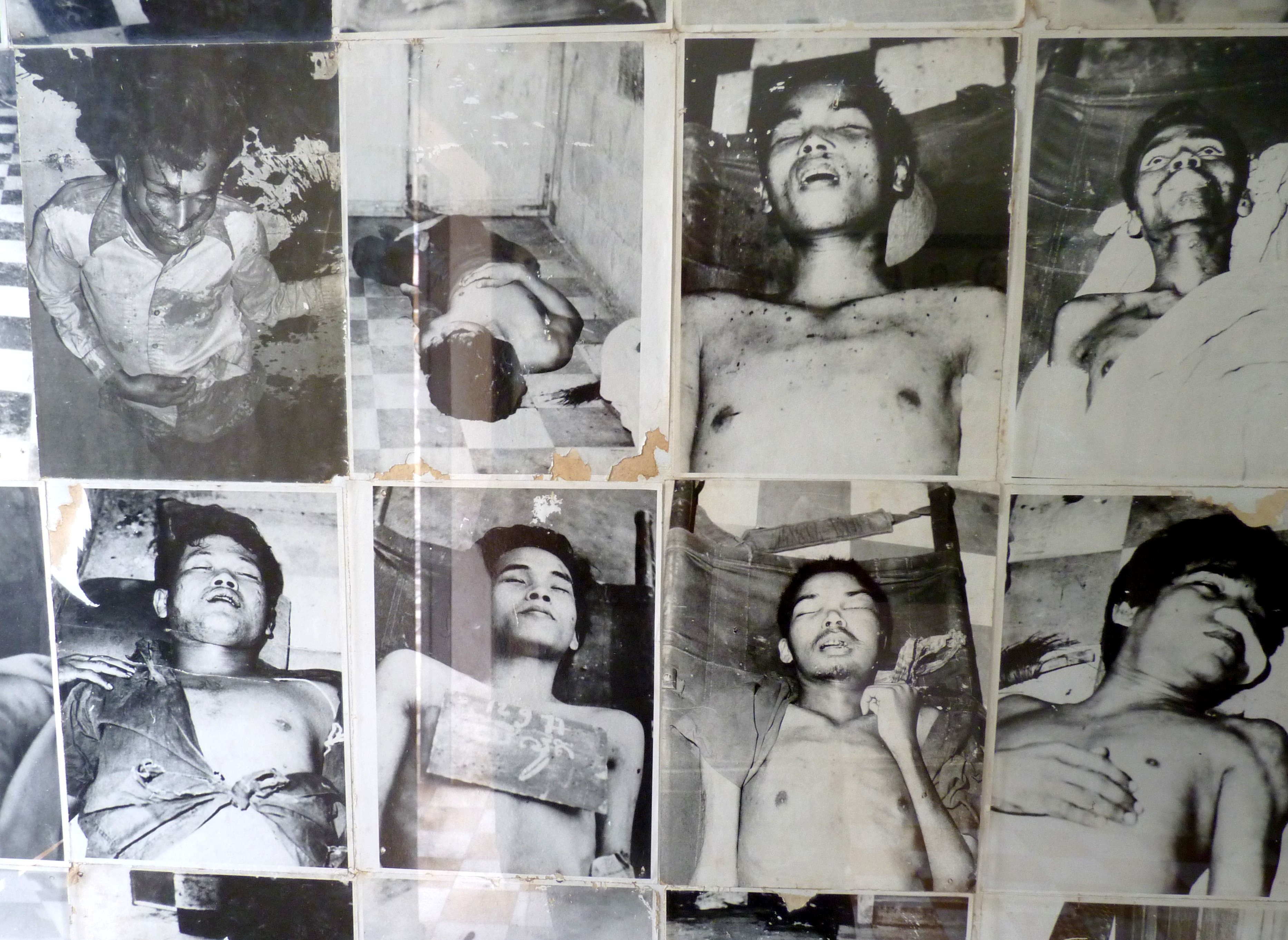
Bảo tàng Diệt chủng trưng bày hàng ngàn bức ảnh các nạn nhân được Khmer Đỏ chụp

## Sự kiện Lý Hiển Long, 2019
Ngày 30/5/2019 Thủ tướng Singapore Lý Hiển Long viết trên trang Facebook Lee Hsien Loong bài chia buồn về việc cựu Thủ tướng Thái Lan, Tướng Prem Tinsulanonda qua đời. Trong bài ông đã viết rằng thời gian ông Tinsulanonda làm thủ tướng thì "các thành viên ASEAN (5 nước) cùng nhau chống lại việc xâm lược Campuchia của Việt Nam và thay thế Khmer Đỏ bằng chính phủ Campuchia. Thái Lan là tuyến đầu, đối mặt với lực lượng của Việt Nam trên biên giới với Campuchia. Tướng Prem đã kiên quyết không chấp nhận sự đã rồi và làm việc với các đối tác ASEAN để chống lại sự chiếm đóng của Việt Nam trên các diễn đàn quốc tế”.
Dư luận Campuchia và Việt Nam bất bình với phát biểu này. Leap Chanthavy viết trên trang Khmer Times ngày 3/6/2019 rằng "Lee Hsien Loong Disrespectful of Khmer Rouge victims", và cho rằng "Singapore – một chính phủ tự nhận là đạo đức cao, chưa bao giờ lên án tội ác diệt chủng của Khmer Đỏ", và ông Lý đã thể hiện "sự thiếu tôn trọng tới những nạn nhân Khmer Đỏ và những người đã hy sinh mạng sống để chấm dứt chế độ Khmer Đỏ".
Youk Chhang, Giám đốc Trung tâm lưu trữ Campuchia, thì phát biểu "những bình luận của ông Lý Hiển Long cho thấy đã tới lúc ASEAN cần một chương trình giáo dục về hòa bình và nhân quyền cho khu vực. Một chương trình như vậy bây giờ nên bắt đầu từ Singapore". 